# Henri Christiné
Henri Marius Christiné est un auteur, compositeur et éditeur français d'origine suisse, né le 27 décembre 1867 à Genève et mort le 26 novembre 1941  à Nice.

## Biographie
Avant la Première Guerre mondiale, Christiné écrit de nombreuses chansonnettes pour Harry Fragson (Je connais une blonde, Reviens), Mayol, Polin, ou encore Yvonne Printemps. Il est également chef d'orchestre à L'Européen, le music-hall de la place Clichy. Selon l'article de Pierre Chapelle dans Le Cornet (1922, cf. source), Christiné « aurait débuté brillamment dans la pédagogie à 90 francs par mois, après de fortes humanités ».
Il compose pour Fréhel la chanson C'est une gosse en 1908. Fréhel a alors 18 ans, et est présentée comme Mlle Pervenche de l'Eldorado.
Sa carrière prend un tournant après la guerre grâce au succès phénoménal de son opérette Phi-Phi, créée le lendemain même de l'Armistice, sur des textes d'Albert Willemetz et Fabien Sollar, et qui se joue sans interruption trois ans durant au Théâtre des Bouffes-Parisiens. Elle est suivie d'autres succès comme Dédé (1921), avec Maurice Chevalier, Madame (1923) ou encore J'adore ça (1925) qui lui valent une réputation internationale.
Éditeur, il publie les premières chansons de Vincent Scotto (dont il réécrit également les paroles de La Petite Tonkinoise). Dans la vie faut pas s'en faire (1921) et Valentine (1925), chantées par Maurice Chevalier, comptent parmi ses plus grands succès.

## Œuvres

### Opérettes
- 1903 : Service d'amour
- 1904 : Mam'zelle Chichi
- 1907 : Les Vierges du harem
- 1908 : Cinq minutes d'amour
- 1918 : Phi-Phi
- 1921 : Dédé
- 1923 : Madame, opérette d'Albert Willemetz, musique Henri Christiné, Théâtre Daunou
- 1925 : J'adore ça comédie musicale en 3 actes d'Albert Willemetz et Saint-Granier, musique Henri Christiné, Théâtre Daunou
- 1925 : PLM
- 1927 : J'aime, opérette en trois actes d'Albert Willemetz et Saint-Granier, musique d'Henri Christiné aux Bouffes-Parisiens[4].
- 1929 : Arthur d'André Barde, musique Henri Christiné, Théâtre Daunou
- 1931 : Encore cinquante centimes (avec Maurice Yvain)
- 1932 : Robinson Crusoé
- 1933 : La Madone du promenoir ; L'Affaire Brocs
- 1934 : Le Bonheur, mesdames ! ; Au temps des Merveilleuses (avec Tiarko Richepin)
- 1934 : La Poule ; Yana (avec Tiarko Richepin)
- 1938 : Le Flirt ambulant

### Chansons
- La Petite Tonkinoise (1905)
- La Petite Masseuse (1908)
- La Baya (1911, créée par Fragson)
- Le Cri de la France (1915)
- Dans la vie faut pas s'en faire (1921)
- Valentine (1925)
- Elle est épatante
- Je connais une blonde
- Les Femmes Moyennes
- La Midinette (Suzy)

## Hommage
- Square Henri-Christiné (Paris)
- Rue Henri-Christiné (Genève)

## Sources historiques
- Pierre Chapelle[5], « Christiné », Le Cornet (Bulletin mensuel de la Société artistique et littéraire fondée en 1896) (sur Gallica), no 1 (17e année) p. 2 , 1922 (janvier)

## Écouter
- Autour du Luxembourg (Christiné-Trébitsch) interprété par Hector Pellerin Archives nationales du Québec (ark:/52327/609)